# Марк Артур
Марк Артур (Marc Arthur, псевдоним; имя при рождении Артур Оя (эст. Artur Oja), 25 мая 1972, Таллин, Эстонская ССР, СССР) — эстонский композитор, певец и продюсер. В прошлом солист и автор песен известной в Эстонии поп-группы «Noisy Nation» (1995—1997 гг.). Автор хита «Funky Attack» (1995); песня продержалась на первом месте в национальном чарте 5 недель.
В 2007 году начал сольную карьеру, выпустив альбом «Feel» на Universal Music Russia. Самыми популярными песнями из этого альбома стали «Burning Bridges» и «You Give me Love».
Награждён Орденом «Серебряная Звезда» («Служение искусству II степени»).
В настоящее время проживает в Москве.

## Биография
Артур родился в Таллине в семье военного офицера. Самый младший из четверых детей, он с раннего детства тянулся к музыке, проводя многие часы в огромных наушниках — слушал виниловые диски Майкла Джексона, «Роллинг Стоунз» и Элвиса Пресли.
В 1979 году Артур попробовал поступить в Таллинскую музыкальную школу, но не смог сдать вступительные экзамены. В 1980 году он поступает в музыкальный класс в Детском клубе развития и творчества при Таллинском пароходстве по классу фортепиано. Здесь же впервые пробует себя как вокалист. В 1987 году оканчивает класс на «отлично».
С 17 лет (1989 год) Артур начинает выступать в варьете таллинского отеля «Олимпия» в составе коллектива «Labour» под руководством Вадима Наумова. С 1992 года присоединяется к коллективу «Ester Hellermaa Group», вместе с которым участвует в шоу на круизных лайнерах, курсирующих между Хельсинки и Стокгольмом.

## Творческая карьера
В 1995 году Артур под псевдонимом Arthur Abdull создает поп-группу «Noisy Nation», музыкальный стиль которой можно описать как смесь из R&B, фанки-хауса, рэпа и лиричных баллад. Выступления сопровождались высококлассной хореографией в стиле Майкла Джексона, что в те времена производило фурор.
В 1996 году группа выпускает свой первый и единственный альбом «The Album» на лейбле KMG (Kaljuste Music Group). Все песни были написаны и спродюсированы Артуром, за исключением баллады «I Wanna Love You Slowly», продюсером которой был известный эстонский композитор, автор песни, победившей на конкурсе «Евровидение-2001», Ивар Муст.
Главный хит «Funky Attack» взлетел на первое место в национальном телевизионном чарте «7 Vaprat» («Семеро Смелых»), тем самым обеспечив группе огромный успех. Коллектив выступает с такими известными артистами тех лет, как East17, Роберт Майлз, а также едет в совместный прибалтийский тур с эпатажным коллективом «Scooter». Позже на песню «Funky Attack» известный эстонский режиссёр Masa (Хиндрек Маасик) снял видеоклип. В дальнейшем Masa работал с такими популярными артистами и коллективами, как «Дискотека Авария», Валерия, Лариса Долина, Жанна Фриске и др.
В конце 1998 года группа «Noisy Nation» распалась. Из творческого кризиса Артуру помогают выйти книги по психологии и медитация. В 1999 году Артур уезжает в Великобританию, где, в поисках нового стиля, работает над новыми песнями.
В 2001 году, по приглашению друзей, Артур приезжает в Москву. Спустя шесть лет, в 2007 году, он подписывает контракт с Universal Music Russia и выпускает первый сольный альбом «Feel». Продюсером альбома стал Виталий Шатров, а в его записи участвовали такие артисты, как Fernando Souza (бас-гитарист известной португальской певицы Mariza), джазовый трубач Владимир Галактионов, певицы Nilza Brown и Софи Окран. Стильная эстетичная музыка получает положительные отзывы критиков. В частности известный музыкальный обозреватель и критик Артемий Троицкий сказал следующее: «Музыка Марка Артура по своей энергетике напоминает мне молодого Барри Уайта».
Альбом не имел коммерческого успеха, но дал Артуру возможность занять свою нишу. Артист становится частым гостем различных светских мероприятий, выступает на известном светском рауте «Bal des Fleurs» в Кап-Ферра и на ярмарке для Миллионеров Millionaire Fair. Менеджеры иконы британского глэм-рока Брайана Ферри выбирают Артура для совместного выступления со звездой в Москве.
В ноябре 2007 года, при поддержке бренда «Hennessy», Артур дает сольный концерт в сопровождении симфонического оркестра в зале «Новой Оперы» в Москве и становится лицом бренда «Hennessy» в рамках специального проекта Андрея Фомина и Михаила Друяна «Glamorama». Серия фотографий была снята известным фотографом Игорем Василиадисом. Спустя некоторое время на сайте артиста появляется аудиозапись концерта, названная «Live».
В том же 2007 году благотворительная общественная организация «Добрые люди мира» награждает Артура Орденом «Серебряная Звезда» («Служение Искусству II степени»).
В 2008 году Артур при поддержке рекорд-компании «Студия Союз» выпускает лимитированный альбом «Между нами». В альбом вошли пять композиций на русском и пять на английском языке. Продюсерами альбома, помимо Артура, стали Виталий Шатров и известный композитор и аранжировщик Вячеслав Сержанов.
С 2010 года Артур все больше увлекается джазом и в 2012 году издает цифровую версию альбома «Retrospective», в которую вошли известные композиции Фрэнка Синатры, Дина Мартина, Тони Беннетта и других знаменитых исполнителей 50-70-х годов XX века. Альбом находился в свободном доступе на существовавшей тогда версии официального сайта артиста.

## Личная жизнь
Женат. Сын Дэниел, дочь Габриэлла.
Увлекается винтажными изделиями. Практикует крийя-йогу. Ценитель японского зеленого чая маття. Большой поклонник футбольного клуба «Манчестер Юнайтед».

## Дискография
- 2007 — Feel
- 2007 — Live
- 2007 — Между Нами
- 2007 — Retrospective